# Mastostethus pallidofasciatus
Mastostethus pallidofasciatus es una especie de coleóptero de la familia Megalopodidae.

## Distribución geográfica
Habita en Perú.